# Гельмут Керутт
Гельмут Керутт (нім. Hellmut Kerutt; 19 серпня 1916, Йоганнісбург — 2 вересня 2000, Борнгайм) — офіцер парашутних частин люфтваффе, майор. Кавалер Лицарського хреста Залізного хреста.

## Нагороди
- Нагрудний знак парашутиста люфтваффе (14 серпня 1940)
- Залізний хрест
  - 2-го класу (15 червня 1941)
  - 1-го класу (26 червня 1941)
- Нагрудний знак «За поранення»
  - Чорний (16 липня 1941)
  - Срібний (15 грудня 1941)
- Почесна тарілка Люфтваффе (28 жовтня 1942) — як оберлейтенант 2-ї роти парашутно-зенітного батальйону 2-го парашутного полку.
- Нарукавна стрічка «Крит» (12 листопада 1942)
- Німецький хрест в золоті (14 листопада 1943) — як гауптман і командир польового батальйону люфтваффе.
- Лицарський хрест Залізного хреста (2 лютого 1945) — як майор і командир парашутного батальйону «Керутт».